# Frontalzone
Eine Frontalzone ist der Übergangsbereich zwischen zwei verschiedenen Luftmassen, die jeweils relativ einheitliche Charakteristika aufweisen (Temperatur, Druck). Der Begriff Frontalzone wird eher verwendet für:
- großräumige oder modellhaft dreidimensionale Übergangsbereiche,
- der ähnliche Begriff Front dagegen für schmale oder modellhaft linienförmige Verläufe einer Luftmassengrenze.[1]

Mit der Planetarischen Frontalzone wird der Bereich der Westwinddrift zwischen dem 35. und 65. Breitengrad bezeichnet. Hier, zwischen den Tropen und den Polargebieten, befinden sich die gemäßigten Breiten. Aufgrund des Druckunterschiedes zwischen der tropischen Warmluft und der polaren Kaltluft entsteht ein Gradientwind. Dieser wird durch die Corioliskraft abgelenkt:
- auf der Nordhalbkugel nach rechts
- auf der Südhalbkugel nach links

und somit beidesmal zu einem Westwind.
Sobald die stabile Westwindströmung mäandriert, kommt es zu verstärkter Frontenbildung. Dieses Mäandrieren wird für den Raum Atlantik–Europa u. a. mit dem Northatlantic oszillation index (NAO) gemessen. Es wird auch durch den Jetstream beeinflusst.